# Beclometasone/formoterol/glycopyrronium
Beclometasone / formoterol / glycopyrronium (tên thương mại Trimbow) là một loại thuốc kết hợp dạng hít để điều trị bệnh phổi tắc nghẽn mạn tính (COPD). Vào tháng 5 năm 2017, Ủy ban Châu Âu về các sản phẩm thuốc cho con người đã đề nghị cấp giấy phép tiếp thị cho thuốc.